# Výkladec
Výkladec je odborný termín pro skleněnou vnější stěnu výlohy/výkladu nebo výkladní skříně, která odděluje vnitřní prostor objektu (parter), nejčastěji obchodu, od exteriéru. V podstatě jde o velké okno, jen zřídka otvíravé. K zasklení výkladce bývá použito bezpečnostní sklo. Pro ochranu vystaveného zboží před slunečním zářením se používá sklo absorpční, případně markýza. Prostor za výkladcem slouží k vystavování nabízeného zboží. Je-li otevřený do interiéru, nazývá se výklad nebo výloha, je-li od vnitřního prostoru oddělen přepážkou, nazývá se výkladní skříň.

## Historie
V zemích Koruny české se výkladce poprvé objevily v období gotiky. Šlo obvykle o velké okno s níže položeným širokým vnějším parapetem, na kterém bylo vystaveno nabízené zboží. Řemeslník nebo obchodník nabízel a prodával zboží z ulice. Prostor se mimo prodejní dobu zakrýval masivními okenicemi.
V pozdější době, když se obchodní aktivity přesunuly do interiéru, se zasklení vysunulo k vnějšímu líci budovy. K vystavování zboží začal sloužit vnitřní parapet, který se rozšířil, vnější parapet se naopak zúžil nebo zcela vymizel. Okenice byly nahrazeny kovovými roletami, které zajišťovaly ochranu, ale nebránily v pohledu na vystavené zboží.
Od doby klasicismu začal být výkladec využíván jako výrazný architektonický prvek. Dřevěné nebo kovové rámy byly plasticky zdobené a barevně natřené. Historické výkladce jsou již vzácné a jsou proto předmětem památkové ochrany. V moderní architektuře je velkoformátový výkladec běžným kompozičním prvkem. Stejně jako v minulosti se používá dřevo nebo kovové materiály, plast je považován za nevhodný.